# Командующий армией (Шри-Ланка)
Командующий армией это глава армии Шри-Ланки армии Шри-Ланки. Сейчас командующим армией является генерал-лейтенант Джагат Джаясурия. Эта должность сопоставима с должностью Главнокомандующего Сухопутными войсками России.
Эта должность исторически произошла от должности Главнокомандующего Цейлоном, бывшим главным офицером армии Великобритании на Цейлоне до обретения независимости в 1948 год. После создания Армии Цейлона в 1949 году первый её командир имел звание бригадир, таким образом его должность стала называться Командующий армией Цейлона, хотя старое наименование Главнокомандующий Цейлоном употреблялось до 1960-х годов.
В недавнем прошлом командующий армией имел звание генерал-лейтенанта, звание генерала присваивалось только Командиру штаба обороны, кроме случая генерала Сарат Фонсека — он был генералом, когда ещё был командующим армией.

## Командующие армией Шри-Ланки с 1949 года по настоящее время
| №  | Фото | Звание            | Имя                               | Дата назначения | Дата отставки/перевода | Подразделение                  | Награды                                                           |
| -- | ---- | ----------------- | --------------------------------- | --------------- | ---------------------- | ------------------------------ | ----------------------------------------------------------------- |
| 1  |      | Бригадир          | Родерик Синклейр, Эрл Кейчнесский | 10 октября 1949 | 17 мая 1952            | Гордонские горцы               | Командор ордена Британской империи, Орден «За выдающиеся заслуги» |
| 2  |      | Бригадир          | Сэр Фрэнсис С. Рейд               | 18 мая 1952     | 8 февраля 1955         | Королевский полк артиллерии    | Командор ордена Британской империи                                |
| 3  |      | Генерал-майор     | Энтони Муттукумару                | 9 февраля 1955  | 31 декабря 1959        | Цейлонская лёгкая пехота       | Офицер ордена Британской империи, ED, ADC                         |
| 4  |      | Генерал-майор     | Г.В.Д. Виджиейекун                | 1 января 1960   | 31 декабря 1963        | Цейлонская лёгкая пехота       | OBE, ED                                                           |
| 5  |      | Генерал-майор     | Дешаманя Ричард Удугама           | 1 января 1964   | 10 ноября 1966         | Цейлонская лёгкая пехота       | MBE                                                               |
| 6  |      | Генерал-майор     | Бертрам Нейн                      | 11 ноября 1966  | 30 сентября 1967       | Цейлонская лёгкая пехота       |                                                                   |
| 7  |      | Генерал           | Дешаманя Сепала Аттигалле         | 1 октября 1967  | 13 октября 1977        | Бронетанковый корпус Шри-Ланки | LVO, ADC                                                          |
| 8  |      | Генерал           | Дешаманя Денис Перера             | 14 октября 1977 | 13 октября 1981        | Инженеры Шри-Ланки             | VSV                                                               |
| 9  |      | Генерал           | Тисса Веератунга                  | 14 октября 1981 | 11 февраля 1985        | Джемуну Вотч                   | VSV                                                               |
| 10 |      | Генерал           | Налин Сеневиратне                 | 12 февраля 1985 | 15 августа 1988        | Инженеры Шри-Ланки             | VSV                                                               |
| 11 |      | Генерал-лейтенант | Гамильтон Ванасигхе               | 16 августа 1988 | 15 ноября 1991         | Артиллерия Шри-Ланки           | VSV                                                               |
| 12 |      | Генерал           | Сесил Вайдайаратне                | 16 ноября 1991  | 31 декабря 1993        | Бронетанковый корпус Шри-Ланки | VSV                                                               |
| 13 |      | Генерал-лейтенант | Г.Х. де Сильва                    | 1 января 1994   | 30 апреля 1996         | Джемуну Вотч                   | RWP, VSV, USP                                                     |
| 14 |      | Генерал           | Рохан де С. Далуватте             | 1 мая 1996      | 15 декабря 1998        | Бронетанковый корпус Шри-Ланки | RWP, RSP, VSV, USP                                                |
| 15 |      | Генерал           | С.С. Верасурийя                   | 16 декабря 1998 | 24 августа 2000        | Артиллерия Шри-Ланки           | RWP, RSP, VSV, USP                                                |
| 16 |      | Генерал           | Л.П. Балагалле                    | 25 августа 2000 | 30 июня 2004           | Артиллерия Шри-Ланки           | RWP, RSP, VSV, USP, VSP                                           |
| 17 |      | Генерал           | Шантха Коттегода                  | 1 июля 2004     | 5 декабря 2005         | Лёгкая пехота Шри-Ланки        | WWV, RWP, RSP, VSV, USP, VSP                                      |
| 18 |      | Генерал           | Саратх Фонсека                    | 6 декабря 2005  | 15 июля 2009           | Полк Синха Шри-Ланки           | RWP, RSP, VSV, USP                                                |
| 19 |      | Генерал-лейтенант | Джагат Джайясурия                 | 15 июля 2009    | настоящее время        | Бронетанковый корпус Шри-Ланки | USP                                                               |